# Château d'Okehampton

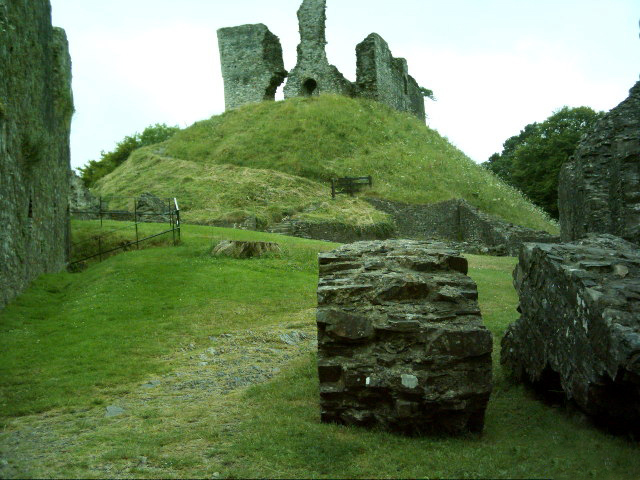
Okehampton - Motte castrale

Le château d'Okehampton est un château à motte castrale situé dans le Devon, en Angleterre.

## Historique
Il est construit entre 1068 et 1086 par Baudouin FitzGilbert à la suite d'une révolte dans le Devon contre la domination normande, et forme alors le centre de l'honneur d'Okehampton, assurant la garde d'un point de passage sur la rivière West Okement.
Il continue à servir de fortification jusqu'à la fin du XIIIe siècle, lorsque ses propriétaires, les de Courtenay, deviennent comtes de Devon. Avec leur nouvelle richesse, ils réaménagent le château en un luxueux pavillon de chasse, aménagent au sud du château un nouveau parc à cerfs (deerpark) pour la chasse et construisent des logements à la mode qui profitent au mieux des vues sur le paysage. Les de Courtenay prospèrent et le château s'agrandit pour accueillir leur famille qui s'accroît.
Les de Courtenay s'impliquent fortement dans les guerres des roses du XVe siècle et le château d'Okehampton est souvent confisqué. Au début du XVIe siècle, il est encore en bon état, mais après l'exécution d'Henri Courtenay par Henri VIII, la propriété est désertée et laissée à l'abandon, tandis que le parc est loué par la Couronne.
Certaines parties du château sont réutilisées comme boulangerie au XVIIe siècle, mais au XIXe siècle, il est complètement ruiné et devient populaire auprès des peintres romantiques, dont William Turner. Les travaux de rénovation commencent vraiment au XXe siècle, d'abord dans un contexte privé puis, plus largement, après l'acquisition du château par l'État. Au XXIe siècle, il est administré par English Heritage et exploité comme attraction touristique.

### Sources
: document utilisé comme source pour la rédaction de cet article.
- (en) Cet article est partiellement ou en totalité issu de l’article de Wikipédia en anglais intitulé « Okehampton Castle » (voir la liste des auteurs).
- (en) R. A. Higham, Okehampton Castle : Devon, HMSO, 1984, 32 p., Livre numérique (OCLC 654711364, lire en ligne). .